# Jack Link’s
Link Snacks Inc., bekannt als Jack Link's, ist ein familiengeführtes US-amerikanisches Unternehmen und Hersteller von Fleisch-Snacks. Die Firma der seit 1885 in der amerikanischen Fleischindustrie aktiven, ursprünglich aus Deutschland stammenden Familie Link wurde 1986 in Minong im US-Staat Wisconsin gegründet. Das Unternehmen beschäftigt weltweit etwa 3.500 Mitarbeiter und vertreibt seine Produkte in rund 40 Ländern. Seit 2008 ist Jack Link’s auch in Europa aktiv; die europäische Zentrale Jack Link's LSI Netherlands befindet sich in Amsterdam.

## Produkte
Hauptprodukt des Unternehmens ist getrocknetes Rindfleisch Beef Jerky. Im Riegelformat bietet Jack Link’s seit 2014 die Varianten Beef Snack Peppered und Beef Snack Original an. Im März 2014 verkaufte der Konzern Unilever seine Wurstmarken BiFi und Peperami an Jack Link’s.